# Вин Мьин
Вин Мьин (бирм. ဝင်းမြင့်, [wɪ́ɴ mjɪ̰ɴ]; род. 8 ноября 1951) — бирманский политический, государственный деятель и бывший политзаключённый, президент Мьянмы с 29 марта 2018 по 1 февраля 2021 года, председатель Палаты представителей с 2016 по 2018 год. Член Палаты представителей с 2012 по 2018 год.

## Ранняя жизнь
Вин Мьин родился в деревне Няунг Чаунг, близ Данубью округа Иравади в семье Тун Кий и Дау Тхан. Он окончил со степенью бакалавра наук по геологии Университет искусств и науки им. Рангуна. 

## Политическая карьера

### Восстание 1988 года и выборы 1990 года
После окончания Университета Рангуна, Вин Мьин стал старшим юристом Высшего суда в 1981 году и адвокатом Верховного суда Мьянмы. В 1985 году он стал защитником Высшего суда. Был заключён в тюрьму за участие в восстании 8888. 
Выйдя из тюрьмы, принял участие во всеобщих выборах в Мьянме в 1990 году, которые позже были аннулированы военными. Мьин одержал победу, взяв 20 388 голосов (56%), но ему так и не было позволено занять своё место в парламенте.

### Выборы 2012 и 2015
Вин Мьин возобновил свою политическую карьеру в преддверие выборов в 2012 году. Одержав победу, он занял место в Палате представителей от города Бассейн и стал секретарём комитета по вопросам верховенства закона. На всеобщих выборах 2015 года он был избран депутатом от поселения Тамве Тауншип. С 2016 по 2018 год был спикером Палаты представителей Мьянмы. 

### Президент Мьянмы
21 марта 2018 года, после отставки Тхин Чжо с поста президента Мьянмы, Вин Мьин подал в отставку с поста председателя парламента, что многие тогда расценили как подготовку Национальной Лиги за демократию к тому, чтобы он стал кандидатом на пост президента. 23 марта 2018 года Пифу Хлутто подтвердил избрание Вин Мьина кандидатом в члены Палаты представителей на пост вице-президента, что говорило о том, что Вин Мьин вступил в избирательный процесс. Он победил на выборах кандидата от Партии солидарности и развития Союза Таунг Айе, набрав 273 голоса против 27. 29 марта 2018 года перед Собранием народных представителей страны, Вин Мьин был приведён к присяге в качестве 10-го президента Мьянмы.

### Военный переворот и арест
1 февраля 2021 года в ходе военного переворота был отстранён от должности президента и задержан.
Изначально президент был арестован по обвинению в нарушении закона о ликвидации последствий стихийных бедствий, а 3 марта военный режим предъявил ещё два новых обвинения: о нарушении конституции и второе, суть которого не была разглашена.
6 декабря 2021 года суд в Нейпьидо на закрытом заседании приговорил Вин Мьин и Аун Сан Су Чжи к четырем годам тюремного заключения каждого по обвинению в «подстрекательстве к беспорядкам» и нарушении санитарно-эпидемиологических правил, введенных в связи с пандемией COVID-19. По данным Reuters, обвинения в подстрекательстве были связаны с письмом, которое партия «Национальная лига за демократию» разослала иностранным посольствам в Мьянме вскоре после февральского переворота, призывая их не признавать военный режим. Второе обвинение было связано с нарушением эпидемиологических протоколов во время избирательных кампаний 2020 года. Через несколько часов военные власти страны смягчили приговор до двух лет заключения .

## Семья
Женат на Чо Чо, есть дочь Пхью Пхью Тин.